# 楊偉基
楊偉基（Wicky Yeung Wai Ki，1979年2月9日—），香港男子保齡球運動員。
- 楊偉基也可以指： 香港恩主教書院副挍長

## 簡歷
2014年9月，楊偉基代表中國香港參加南韓仁川舉行的亞運會保齡球比賽，與胡兆康、麥卓賢、曾德軒、甘兆麟和陳逸朗合作贏得男子五人隊際賽銅牌。

## 榮譽
- 香港傑出運動員選舉

「香港最佳運動組合」－ 第22屆亞洲保齡球錦標賽男子五人隊（2012年）